# Chapelle du Corporal
La chapelle du corporal est une chapelle située dans le transept gauche de la cathédrale d'Orvieto, en Ombrie, Italie.
Elle a été construite entre 1350 et 1356 pour préserver la relique pour laquelle la cathédrale d'Orvieto a été créée, le linge ou corporal utilisé lors du miracle eucharistique de Bolsena (1263), taché de sang jaillissant de l'hostie au moment de la célébration  par le prêtre bohème Pierre de Prague. Le corporal est conservé dans un tabernacle réalisé en 1358-1363 par Nicola da Siena et probablement aussi par Andrea Orcagna.

## Histoire et description
La chapelle a été entièrement peinte à fresque dans les années 1357-1364 par Ugolino di Prete Ilario et d'autres collaborateurs qui ont joué un rôle secondaire puisque Ugolino est le seul à avoir signé le cycle. Le programme iconographique du cycle représente les épisodes de la messe de Bolsena ainsi que le mystère de la transsubstantiation. Outre le miracle de Bolsena, divers autres scènes sont représentés dont des scènes de la Passion du Christ, notamment la Cène et l' Eucharistie.
La chapelle du Corporal abrite également la Madonna dei Raccomandati (ou de la Misericordia) peinte par l'artiste siennois Lippo Memmi vers 1320, une fresque représentant deux anges tenant les armoiries de l' Opera del Duomo et les fonts baptismaux surmontés d'une statue de Saint Jean Baptiste.

### Le reliquaire
Le reliquaire du corporal,  réalisé entre 1337 et 1338 par l'orfèvre siennois Ugolino di Vieri (it)  réalisé avant la chapelle et le tabernacle était destiné à abriter le corporal. Il y est resté de 1338, année de son achèvement, jusqu'à environ 1363, date à laquelle il a été transféré dans le tabernacle actuel. Il reproduit en argent, or et émail translucide le contour tripartite de la façade de la cathédrale avec des scènes de la Vie du Christ et du Miracle de Bolsena.